# Lu Märten
Lu Märten, de son vrai nom Louise Charlotte Märten (née le 24 septembre 1879 à Charlottenburg, morte le 12 août 1970 à Berlin-Steglitz) est une écrivain et théoricienne de l'art allemande.

## Biographie
Elle est la quatrième enfant d'une famille de fonctionnaires et connaît une enfance dans la pauvreté et la maladie. Lorsqu'elle a 15 ans, trois frères et sœurs et son père meurent de la tuberculose comme sa mère quelques années plus tard. En raison de sa faible constitution, Lu Märten est temporairement exclue de l'école et travaille à la maison, avec l'aide de son frère, une connaissance approfondie en histoire, philosophie, macroéconomie, ethnologie et histoire de l'art. Sa confrontation à la mort et à la maladie influence son style. Adolescente, elle est membre de l'Église catholique apostolique.
En 1903, elle adhère au SPD, séduite par un principe du programme électoral : l'égalité entre les femmes et les hommes. Grâce à son jeune frère et son fiancé Wilhelm Repsold, elle soutient le mouvement de réforme agraire et rejoint l'Association nationale-sociale de Friedrich Naumann. Lu Märten écrit ses premiers articles dans son organe, l'hebdomadaire Die Hilfe. Sous l'influence de l'éthique sociale de Naumann, elle écrit sur la production artistique, la division du travail, le travail à la machine et leurs relations.
Märten travaille aussi sur sa pièce lyrique Meine Liedsprache (1906) et son roman à clés Torso (1909). Elle devient membre d'un groupe artistique et politique d'autres membres de Die Hilfe, comme Theodor Heuss. Lu Märten écrit aussi des feuilletons, mais ces textes politiquement critiques ne sont publiés que par des journaux ouvriers Die Frau et Die Gleichheit de Clara Zetkin qui refuse cependant d'en publier certains.
Märten revendique avant tout l'émancipation des femmes. En tant que dramaturge, elle écrit un provocateur Bergarbeiter, mis en scène au cours d'une grève en 1911. Avec un livre sur la sociologie de l'art et un journal pour l'éducation artistique des travailleurs, Märten développe un programme pour une organisation syndicale des artistes et de l'utilisation quotidienne de l'art de la classe ouvrière. Elle a pour amis Käthe Kollwitz, Johannes Robert Becher, Raoul Hausmann, Hannah Höch, Regina Ullmann et Martin Wackernagel.
En 1918, Lu Märten travaille dans l'agence de nouvelles russe (ROSTA) à Berlin à côté de Sophie Liebknecht et Eugen Leviné. En 1920, membre du KPD, elle collabore à l'organe du parti par des contributions sur l'art et la littérature politiques. En 1922, Märten reçoit une commande de la maison d'édition étatique russe sur ses principes à propos de l'esthétique marxiste. Le KPD s'oppose à ses idées, lui préférant la théorie littéraire du mouvement tchèque du poétisme et l'esthétique de Bauhaus.
En 1933, lorsque Hitler prend le pouvoir, les livres de Lu Märten font partie des livres brûlés sur la place publique. Elle s'inscrit à la Chambre de la littérature du Reich, mais cesse de publier et en est exclue en 1941. Dès 1936, il lui est difficile de publier des textes sociales critiques, elle se concentre sur des scripts de film. Elle met fin à son roman en deux volumes Yali qui ne sort pas. Sans revenus, elle est aidée par Wilhelm Repsold. Malgré l'oppression, elle reste fidèle à ses idées. En 1940, elle se remet à écrire. Elle travaille de temps en temps à la Bibliothèque d'État de Berlin et écrit des scripts de films industriels.
Après la Seconde Guerre mondiale, elle essaie de tirer profit de son succès passé, en vain. Elle essaie de faire connaître l'esthétique marxiste à la nouvelle génération de l'Allemagne fédérale. Märten vit à Berlin-Ouest et participe à la vie culturelle à Berlin-Est après 1961. Elle reçoit une pension. Son dernier métier est lectrice à la bibliothèque de Steglitz de laquelle elle contribue à son esthétique.